# 住吉スポーツセンター
住吉スポーツセンター（すみよしスポーツセンター）は、大阪市住吉区にある、大阪市立のスポーツ施設（屋内競技施設）である。住吉屋内プール、トレーニングジムが併設されている。
2016年4月から施設命名権の売却によりサンエイワーク住吉スポーツセンター（サンエイワークすみよしスポーツセンター）に改称された。

## 歴史
- 大阪市営地下鉄（現・大阪市高速電気軌道）御堂筋線のなかもず延伸に伴い閉鎖された我孫子検車場の跡地に、2000年6月建設された。
- 2008年の大阪オリンピックを誘致できた場合は、バスケットボール会場として使用する予定だった[2]。

## 概要
bjリーグ→現：B.LEAGUE・大阪エヴェッサのサブホームアリーナ
- 2010-11シーズンから14-15シーズンまで、プロバスケットボールbjリーグ・大阪エヴェッサの公式戦を最も多く開催する「ホームアリーナ」として使用された。ただ新リーグであるB.LEAGUEの「B1リーグ」仕様である「5,000人収容」を満たさない点と、エヴェッサが舞洲アリーナを長期借用する契約を結んだ事から、15-16シーズンよりホームアリーナが舞洲に移転した。しかし舞洲移転後も、本施設での公式戦開催は続いている。

| シーズン | レギュラー | プレイオフ | 備考 |
| 10-11    | -          | 2          |      |
| 11-12    | 10         | 2          |      |
| 12-13    | 10         | -          |      |
| 13-14    | 12         | -          |      |
| 14-15    | 8          | -          |      |
| 15-16    | 4          | -          |      |

- エヴェッサの試合時にはスクリーンが設置され、会場には飲食ブースも設けられる。
- 最多動員：2,791人（2012年3月18日（日）、島根戦）[4]

シュライカー大阪の試合会場
| シーズン | 試合数 | 観客          |
| 14-15    | 2      | 922人/1,310人 |
| 15-16    | 1      | 1,260人       |
| 16-17    | 3      | -             |

また、日本ハンドボールリーグやプロボクシングの試合会場としても使用される。

### 施設概要
- 第1体育場 1850㎡（50.9m×36.3m、天井高17.5m、会場備付けの1階席には約1,000人を収容可能）
- 第2体育場 670㎡（35.1m×19.0m、天井高12.5m）
- 多目的室 95㎡（12.3m×7.7m、天井高2.7m）
- 会議室
- 屋内プール （25m×8コース）
- トレーニングジム

### 営業時間・休館日
- 営業時間 9:00～20:30
- 休館日 毎週月曜日（休日の場合は翌平日休館）および 年末年始（12月28日～1月4日）

### アクセス
- Osaka Metro御堂筋線 あびこ駅から徒歩約10分
- JR阪和線 杉本町駅から徒歩約12分